# Индийские религии
Инди́йские (дхарми́ческие) рели́гии — религии, сложившиеся на Индийском субконтиненте. К индийским религиям относят индуизм, джайнизм, буддизм и сикхизм, включая все их течения и родственные им религиозные традиции. Индийские религии представляют собой группу так называемых «восточных религий». Они имеют схожую систему основных верований, основанных на дхарме, способов поклонения и связанных с ними религиозных практик, что объясняется общностью их исторического развития, в ходе которого они оказали влияние друг на друга.
Религиозные практики, символы и архитектура, ассоциируемые с древнейшей из индийских религий, индуизмом, уходят своими корнями в хараппский период (III тыс. до н. э.). Документированная история индийских религий начинается с ведизма — религиозных практик ранних индоариев. Индоарии собрали и отредактировали Веды — четыре сборника гимнов и мантр на древнем ведийском санскрите. Веды являются основными богооткровенными текстами (шрути) современного индуизма. Период их составления, редактирования и написания комментариев к ним принято называть ведийским периодом. По мнению большинства современных учёных, этот период продолжался около 1000 лет, с XVI по VI века до н. э. В поздний ведийский период (с IX по VI века до н. э.) были составлены Упанишады и его принято называть «ведантическим». Затем были составлены санскритские эпосы, «Махабхарата» и «Рамаяна», а позднее — пураны.
В индуизме существуют много течений, основными из которых являются вайшнавизм, шиваизм, шактизм и смартизм. Существует большое количество малых групп, таких как консервативная традиция шраута или появившееся сравнительно недавно индуистское реформаторское движение айявари. Около 90 % индуистов живут в Индии, где они составляют 83 % населения.
Джайнизм и буддизм произошли из культуры шрамана. Буддизм был основан Буддой Гаутамой — принцем-кшатрией, ставшим аскетом-отшельником. Впоследствии буддизм распространился за пределы Индии и стал преобладающей религией в Юго-Восточной Азии. Позднее под влиянием индуистского ренессанса и под давлением пришедшего в Индию ислама буддизм в Индии пришёл в упадок, но сохранился в Непале и на Шри-Ланке. Джайнизм был основан линией из 24 просветлённых учителей тиртханкаров, основными из которых были Паршва (IX век до н. э.) и Махавира (VI век до н. э.).
Сикхизм возник в XV веке в Северной Индии на основе учения Гуру Нанака и последовавших за ним девяти гуру сикхизма. Большинство последователей этой религии происходят из Пенджаба.